# 明石站
明石站（日语：〔〕／ Akashi eki */?）是一個位於兵庫縣明石市大明石町一丁目、屬於西日本旅客鐵道（JR西日本）山陽本線的鐵路車站。車站編號為JR-A73。位於「JR神戶線」的愛稱路段內。
此站是明石市的中心機能車站，但相鄰的神戶市西區亦有許多居民使用。

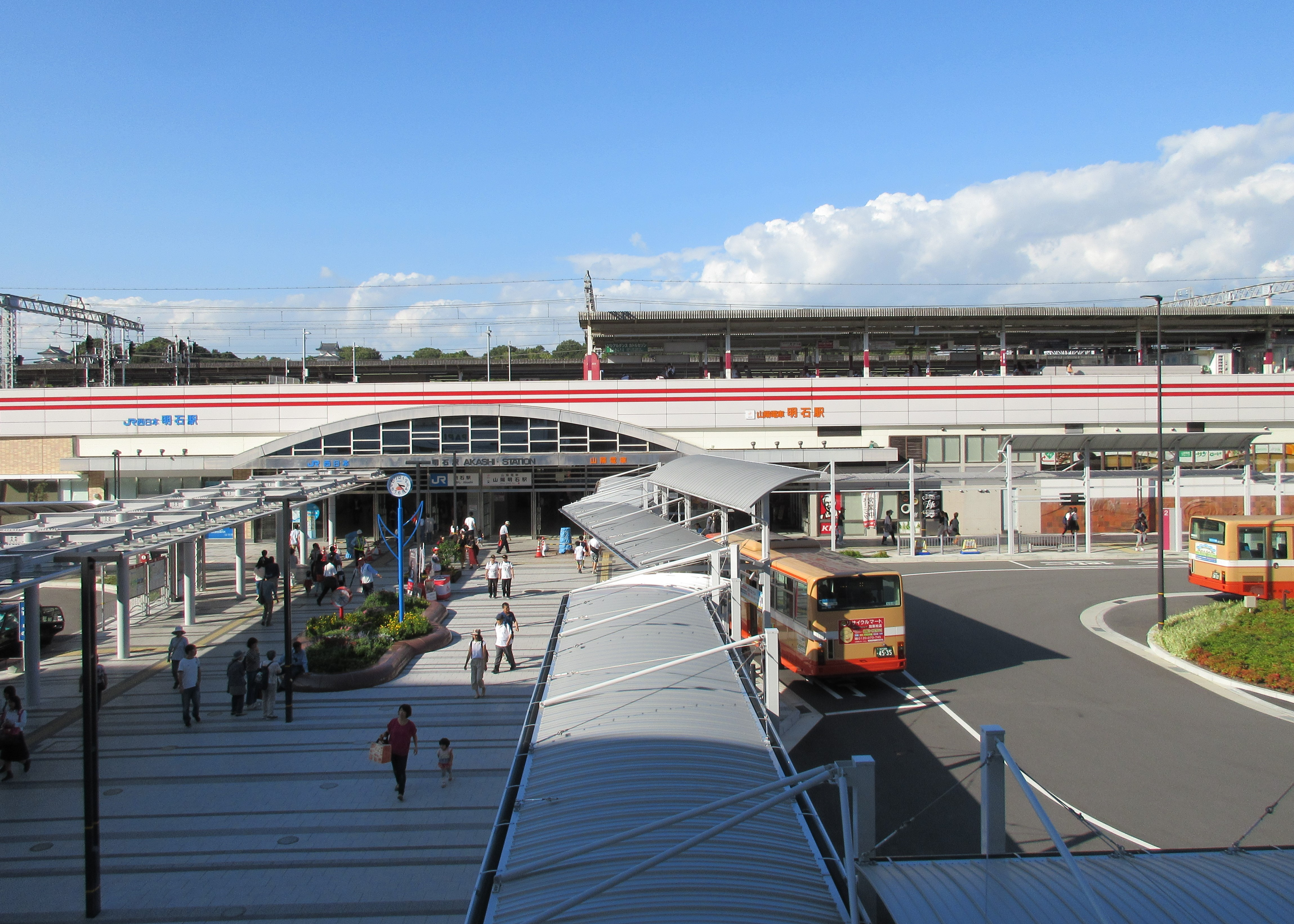
南口遠景(2017年9月)

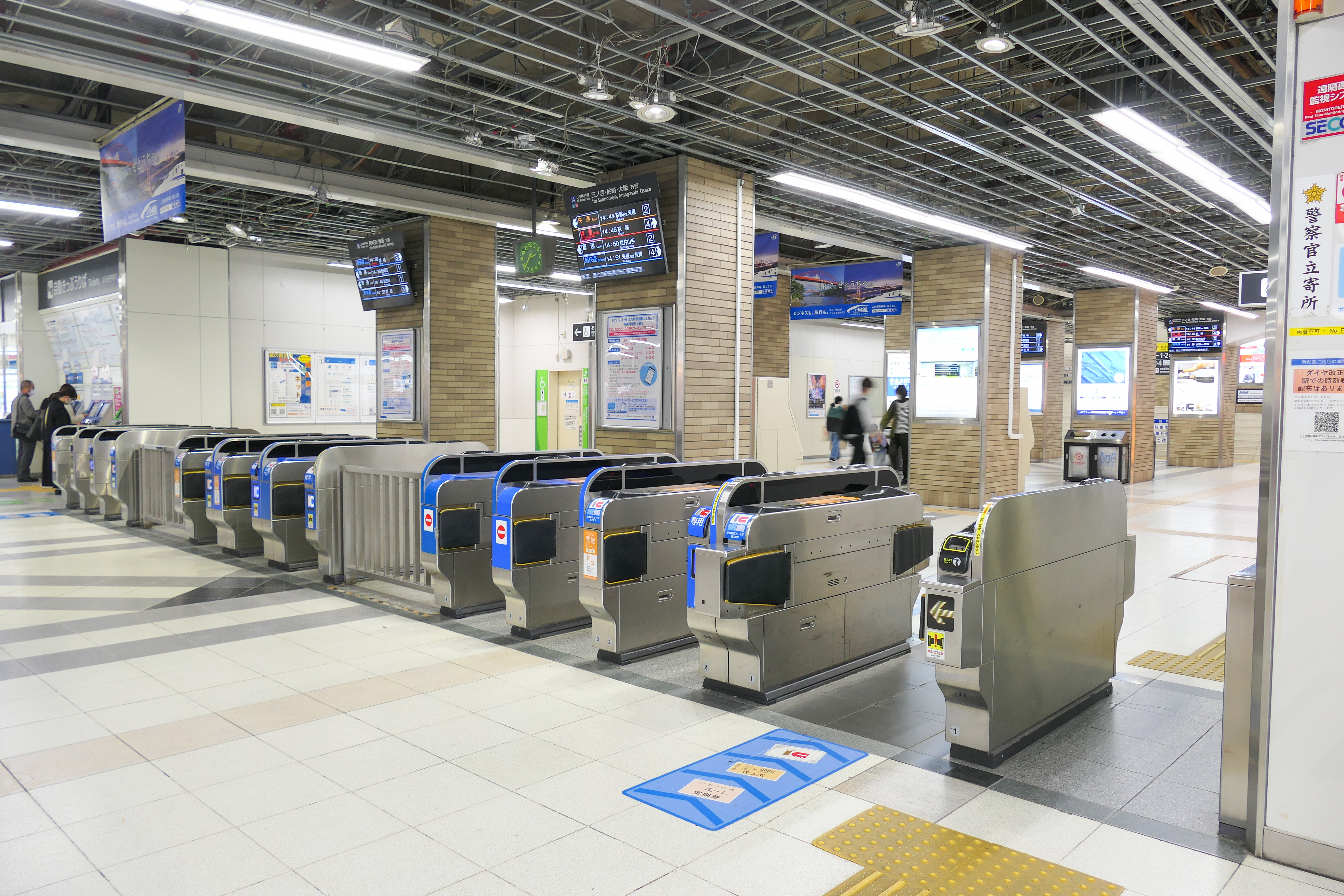
閘口(2022年11月)

## 車站結構

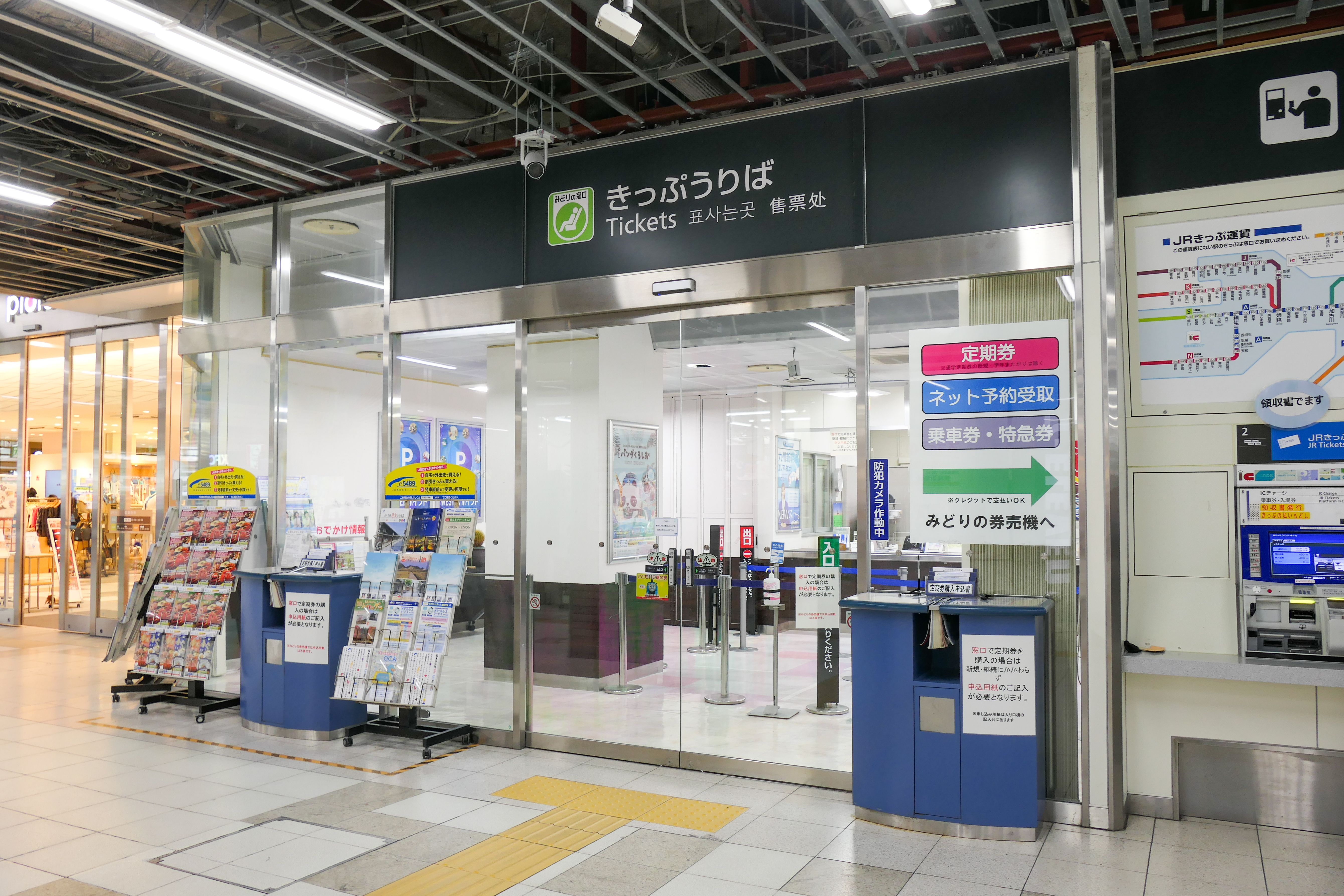
售票處(2022年11月)

島式月台2面4線（對應12節編組）的高架車站，列車線、電車線各有1月台。

### 月台配置
| 月台 | 路線     | 方向（軌道）   | 目的地           | 備註         |
| ---- | -------- | -------------- | ---------------- | ------------ |
| 1    | JR神戶線 | 下行（電車線） | 姬路方向         | 快速、普通   |
| 2    | JR神戶線 | 上行（電車線） | 三之宮、大阪方向 | 快速、普通   |
| 3    | JR神戶線 | 下行（列車線） | 姬路方向         | 特急、新快速 |
| 4    | JR神戶線 | 上行（列車線） | 三之宮、大阪方向 | 特急、新快速 |

## 使用情況
2018年（平成30年）度1日平均上車人次為53,184人，此站為JR西日本車站當中排行第13位。
根據「明石市統計書」（明石市總務部情報管理課、編）與「兵庫縣統計書」，年間上車人數及1日平均上車人次如下表。
| 年度   | 年間 上車人數 | 左述當中 定期使用者 | 一日平均 上車人次 |
| ------ | ------------- | ------------------- | ----------------- |
| 1999年 | 19,788千      | 13,248千            | 54,066            |
| 2000年 | 19,522千      | 13,050千            | 53,485            |
| 2001年 | 19,261千      | 12,811千            | 52,769            |
| 2002年 | 18,931千      | 12,684千            | 51,867            |
| 2003年 | 19,001千      | 12,733千            | 51,915            |
| 2004年 | 18,925千      | 12,799千            | 51,849            |
| 2005年 | 18,993千      | 12,855千            | 52,036            |
| 2006年 | 19,220千      | 13,001千            | 52,658            |
| 2007年 | 19,107千      | 12,968千            | 52,206            |
| 2008年 | 19,195千      | 13,009千            | 52,589            |
| 2009年 | 18,867千      | 12,873千            | 51,690            |
| 2010年 | 18,853千      | 12,930千            | 51,652            |
| 2011年 |               |                     | 51,675            |
| 2012年 |               |                     | 51,858            |
| 2013年 |               |                     | 52,440            |
| 2014年 |               |                     | 51,264            |
| 2015年 |               |                     | 50,895            |
| 2016年 |               |                     | 52,230            |
| 2017年 |               |                     | 53,210            |
| 2018年 |               |                     | 53,184            |

## 相鄰車站
西日本旅客鐵道
 JR神戶線（山陽本線）
- 特急「超級白兔」「濱風」停車站

■新快速
神戶（JR-A63）－明石（JR-A73）－西明石（JR-A74）
■快速（途經列車線，只限早上上行運行）
兵庫（JR-A64） ← 明石（JR-A73） ← 西明石（JR-A74）
■快速（途經電車線）
舞子（JR-A71）－明石（JR-A73）－西明石（JR-A74）
■普通
朝霧（JR-A72）－明石（JR-A73）－西明石（JR-A74）

## 外部連結
- 明石｜車站資訊：JR出門網 - 西日本旅客鐵道